# Niels Muus (dirigent)
Niels Muus (født 1958 i West Chester, Pennsylvania) er en dansk dirigent og pianist, bosat i Wien.
Niels Muus har bl.a. studeret ved Det Jyske Musikkonservatorium og har været elev hos Franco Ferrara, Jakob Gimpel, Tatjana Nikolajeva og Carlo Zecchi.
1987 til 1992 var han dirigent for Studenter-Sangforeningen i København.
Fra 1992 til 1999 var Niels Muus chefdirigent ved Landestheater i Innsbruck, hvor han bl.a. stod for opførelser af Carl Nielsens Maskarade og Antikrist af Rued Langgaard. 
I årene 1999 til 2003 var han dirigent ved Volksoper i Wien. 
Han har dirigeret symfonisk musik og operaer i koncertsale og operahuse i mange lande.
Fra 2005 har Niels Muus været musikalsk leder af den årlige musikfestival i Steyr i Østrig.

## Links
- Niels Muus' hjemmeside